# Elektronystagmografie

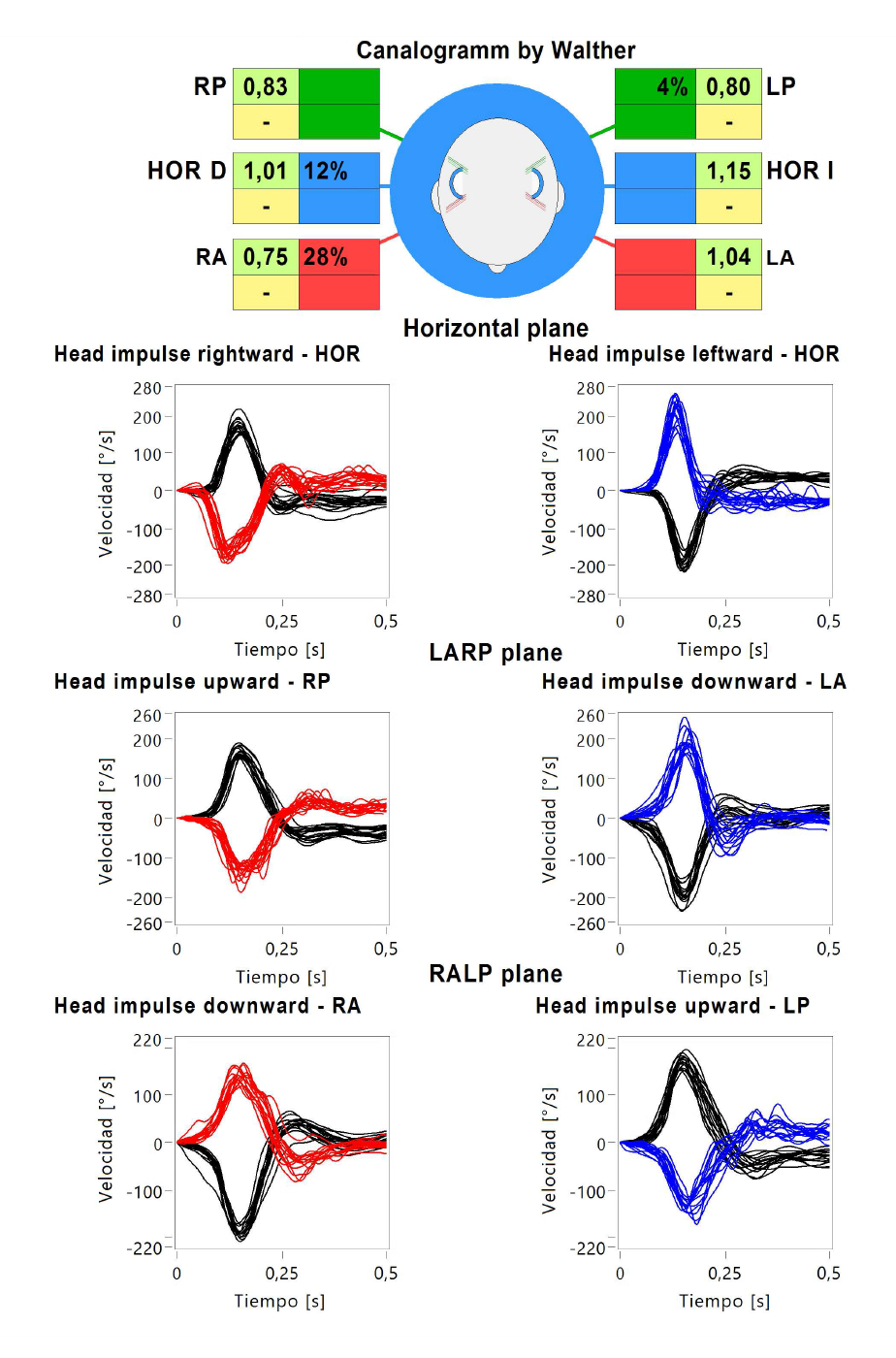

Elektronystagmografie, zkráceně ENG, je vyšetření, které využívá pacientova pohybu očí k potvrzení či vyvrácení přítomnosti nystagmu. Je také možné použít tuto metodu k diagnóze příčiny závratí nebo porušené funkce rovnováhy testováním vestibulárního systému.
Nystagmus je mimovolný rytmický pohyb očí, který u člověka v běžném životě vzniká například při pozorování ubíhající krajiny z dopravního prostředku, v tomto případě se jedná o tzv. optokinetický nystagmus.
Jedná-li se ale o takovýto pohyb bez jakéhokoli vyvolávače, může být tento pohyb projevem poruch centrální nervové soustavy či vnitřního ucha.
Uměle je možné vyvolat nystagmus otáčením, zde se poté mluví o tzv. nystagmu rotačním, dále pak vstříknutím tekutiny do zvukovodu či působením galvanického proudu.

## Popis vyšetření
Na tvář pacienta (po stranách očí, pod oči a nad oči) se umístí kovové elektrody (menší velikosti než jaké se používají např. u EKG, jsou buď nalepovací, nebo se přimknou k hlavě pacienta pomocí pásky).
Pro uzemnění se na čelo pacienta připevní tzv. "uzemňovací" elektroda.
Elektrody umístěné v oblasti pacientových očí zaznamenávají oční pohyby, jež se vztahují k místu uzemňovací elektrody.
Dále je proveden tepelný stimulační test, neboli kalorická zkouška, a to tak, že se do zvukovodu kápne studená či horká voda, je možné vyzkoušet i obě varianty. Místo vody je možné použít také teplý či studený vzduch. Testování probíhá u každého ucha zvlášť. Poté by mělo dojít ke zřetelnému nystagmu (očním pohybům). Elektrody zaznamenávají nejen rychlost, ale i délku pohybu očí, ke kterým dochází při výše popsané stimulaci vnitřního ucha. Vyšetření zabere v průměru 90 minut a je provedeno audiologem, přičemž je nutné, aby jeho výsledky zhodnotil specialista na ORL. V případě, že nedojde k nystagmu, je na místě se domnívat, že nerv vnitřního ucha je poškozen.

## Je třeba podstoupit před vyšetřením nějakou přípravu?
Pacientova příprava předcházející vyšetření není nutná. Je pouze nutné, aby se pacient poradil s ošetřujícím lékařem o vhodnosti případného užívání některých léků.
K pociťování obtíží během vyšetření dochází jen velice zřídka. Pokud k nim dojde, jedná se obvykle pouze o nepříjemný pocit z kapání vody do ucha.
Po tomto vyšetření je možné pociťovat menší ztrátu rovnováhy.
Pouze s tepelnou stimulací jsou spojena určitá rizika, následkem nadměrného tlaku vody by totiž mohlo dojít k úplnému protržení již porušeného bubínku.
Po perforaci (protržení) bubínku by pacient neměl absolvovat tepelnou stimulaci, hrozí zde totiž riziko ušní infekce.

## Výsledky vyšetření
Tímto vyšetřením se dá zjistit, jestli je příčinou pacientových závratí poškození sluchového nervu.
Velmi častou příčinou potíží s rovnováhou bývá poškození vestibulární části sluchového nervu, což je nerv ve vnitřním uchu.
Elektronystagmografickým vyšetřením se zhodnotí funkce sluchového nervu, což je právě ten, který nám umožňuje slyšet a mimo to se ještě podílí na udržování rovnováhy. Výše popsané vyšetření se provádí v případě, že pacient trpí závratěmi, špatně slyší, pokud existuje podezření na toxičnost antibiotik, které užíval a v neposlední řadě při podezření na psychogenní příčinu závratí.
Elektronystagmografické vyšetření umožňuje přesné měření pohybů očí, při objektivním pozorování standardní tepelné stimulace již ale jeho použití není příliš vhodné.
Měřit je možné v nejrůznějších pozicích pacientovy hlavy, i pokud má při tom pacient zavřené oči.
Novým standardem nahrávání je tzv. videonystagmografie, jedná se o užití infračerveného videosystému, který je schopen provést detailnější sledování a analýzu pohybů očí.